# Глев (Малопольське воєводство)
Глев (пол. Glew) — село в Польщі, у гміні Конюша Прошовицького повіту Малопольського воєводства.
Населення — 199 осіб (2011).
У 1975-1998 роках село належало до Краківського воєводства.

## Демографія
Демографічна структура станом на 31 березня 2011 року:
|          | Загалом | Допрацездатний вік | Працездатний вік | Постпрацездатний вік |
| -------- | ------- | ------------------ | ---------------- | -------------------- |
| Чоловіки | 100     | 17                 | 77               | 6                    |
| Жінки    | 99      | 21                 | 59               | 19                   |
| Разом    | 199     | 38                 | 136              | 25                   |